# Джованні Скаттурін
Джованні Скаттурін (італ. Giovanni Scatturin, 30 травня 1893 — 11 жовтня 1951) — італійський академічний веслувальник.
Олімпійський чемпіон 1920 року в складі розпашної двійки зі стерновим, срібний призер 1924 року в складі розпашної двійки зі стерновим.
Срібний призер Чемпіонату Європи 1910 (вісімки), 1923 (розпашні двійки зі стерновим) років, бронзовий призер 1924 року в складі розпашної двійки зі стерновим.